# Soldadura por roldanas

## Proceso
Los electrodos suelen ser de aleación de cobre y aplican una fuerza constante a las superficies a unir a una velocidad controlada. La corriente de soldadura es normalmente emitida en impulsos para dar una serie de puntos discretos, pero puede ser continua para ciertas aplicaciones de alta velocidad donde las diferencias de otro modo podrían producir problemas. Esta corriente de soldadura se puede aplicar cuando los electrodos están en movimiento o una vez están parados. Otro proceso es el de soldadura de puntos por roldanas en el que los puntos no son continuos sino que están espaciados. Este último es similar al proceso de soldadura por puntos pero el tiempo de soldeo es inferior y las corrientes aplicadas mayores.
Se diferencia de la soldadura a tope  en la que la soldadura de toda la superficie se suelda a la vez; mientras que en  la soldadura por costura la soldadura se forma progresivamente comenzando en un extremo.
Los equipos de soldadura son normalmente fijos y los componentes a soldar son manipulados entre las ruedas, esto permite hacer largas soldaduras continuas. Una o las dos roldanas pueden ser impulsadas por un motor. Al ser en forma de disco los electrodos también pueden moverse o facilitar la circulación del material. Además el proceso puede ser automatizado.

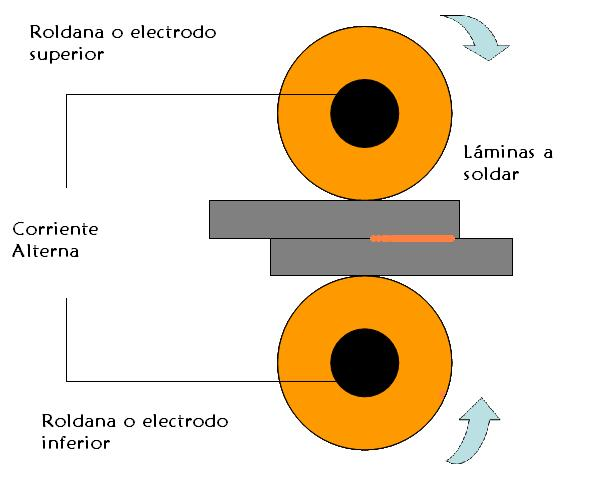
Esquema del proceso

### Suministro de energía
Un transformador suministra la energía para la unión en forma de bajo voltaje y alta potencia de corriente alterna. El conjunto formado por la pieza de trabajo o roldana tiene una resistencia eléctrica muy elevada con respecto al resto del circuito y se calienta hasta su punto de fusión debido a la corriente aplicada. Las superficies semi-fundidas se presionan entre sí debida a la presión de soldadura y se crea un vínculo de fusión que da lugar a una estructura uniforme de soldado. La mayoría de aparatos de soldadura por roldanas utilizan agua como refrigerante para los electrodos, roldanas y ensambles debido al elevado calor que se genera.
En este proceso de soldadura se obtiene una soldadura de alta duración ya que la soldadura se forma por el calor y la presión ejercida. Los elementos soldados son generalmente más resistentes que el material del que están formados. 

### Aplicación común
Una aplicación común de la soldadura de costura es la fabricación de tubos de acero redondos o rectangulares. La costura de soldadura se utilizaba para la fabricación de latas de bebidas de acero, pero hoy en día ya no se utiliza para esta finalidad debido a que actualmente estas latas son de aluminio. Actualmente se utiliza para la fabricación de envases para conserva en la industria alimentaria y es el método más usado para la fabricación de envases de 3 piezas.

### Parámetros a controlar
- Potencia eléctrica que se suministra a la máquina; para poder controlar la velocidad de giro de las roldanas, los puntos de soldadura por segundo y control de los engranajes de distribución.
- Configuración de soldadura roldana-roldana; en línea longitudinal o en transversal con la máquina, según la aplicación.
- Configuración de la superficie a soldar

### Tareas de las roldanas
- Transmitir la corriente aplicada a la superficie de soldadura.
- Aplicar presión a las superficies a soldar.
- Transmisión del movimiento de costura por el giro de los electrodos en forma de disco.

## Características importantes del proceso
Las principales características a tener en cuenta son la presión ejercida por las roldanas, la velocidad de soldadura y la calidad de ésta.
- El control de la presión ejercida por la soldadura en este tipo de aplicación es muy importante. Las funciones principales de esta presión son las siguientes: mantener el contacto entre los materiales que se quieren soldar; impedir la llegada de aire a la zona de soldadura para evitar imperfecciones; forzar a la corriente eléctrica a pasar por el punto de contacto entre las superficies; mantener una resistencia de contacto de aire constante; provocar la deformación de los cristales del metal a soldar; impedir que se formen poros en la zona de soldadura; impedir la expulsión de metal fundido mientras se realiza el proceso de soldadura y permitir el arrastre de la roldana durante su movimiento de rotación.

- Para la fabricación de latas de aceros recubiertos es importante tener un control de la velocidad de soldadura, sobre todo en el tipo de soldadura de costura de alambre consumible. Si no se controlara la velocidad y esta fuera demasiado elevada, la presión se apartaría demasiado pronto del punto de contacto en el que se aplica la soldadura lo que provocaría la formación de cavidades o grietas. Se han desarrollado máquinas específicas para el control de ésta y lo muestran en unos monitores colocados al lado de la máquina de soldadura. Se han conseguido velocidades de hasta 100 m/min. Si la velocidad no fuera elevada se presentarían problemas con estos aceros recubiertos debido a su alta resistencia superficial.

- Para controlar la calidad del proceso de soldadura por roldanas se realiza un control periódico de muestras soldadas. Para una buena calidad del producto son importantes factores como el material, la calidad de prensado y la alineación de los electrodos. Estos factores son importantes para aplicaciones como aceros recubiertos para tanques de combustible.

## Tipos de soldadura

### Costura de rueda amplia

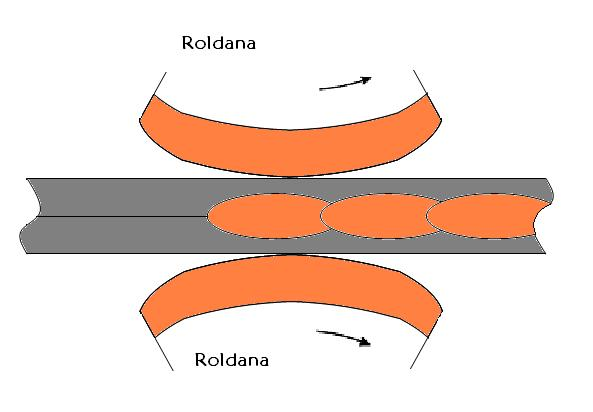
Costura de rueda amplia

Este tipo de soldadura por roldana recibe este nombre porque la anchura de contacto de la rueda es normalmente {\displaystyle 5{\sqrt {t}}} mm, siendo t es el espesor en milímetros de una sola lámina.
El objetivo general de este tipo de soldadura es la soldadura de radiadores domésticos a velocidades de hasta los 6 m/minuto.

### Costura de rueda estrecha

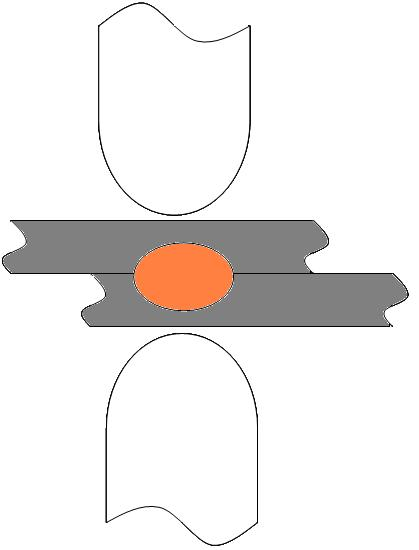
Costura de rueda estrecha

Este tipo de soldadura de roldanas recibe este nombre porque el contacto de la rueda general de este proceso es de 6mm de radio.
La superficie externa de la rueda o roldana está continuamente en contacto con las láminas y ejerciendo presión sobre estas.
Se ha de controlar la contaminación que puede provocar el electrodo al realizar este proceso para aceros recubiertos, ya que se suelen utilizar para depósitos de combustible de vehículos.

### Soldadura de costura de alambre consumible

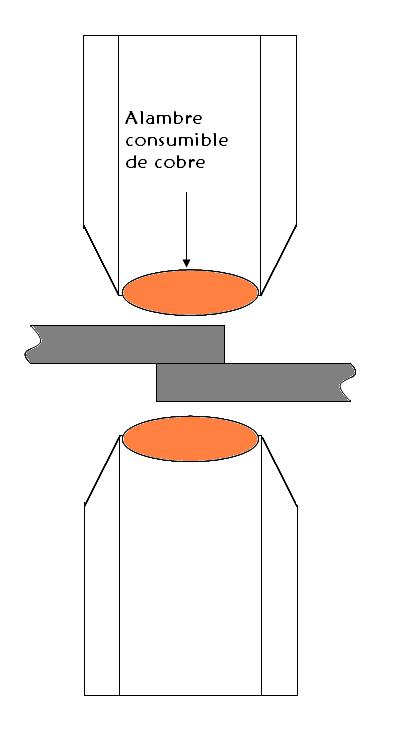
Costura de alambre consumible

En este tipo de proceso de soldadura por roldanas se aporta un pequeño alambre de cobre entre las roldanas y las chapas a soldar para proporcionar un contacto limpio entre estos elementos.
Suele ser usado para soldar aceros recubiertos como latas y depósitos de combustible de vehículo.

### Soldadura de costura de aplastamiento

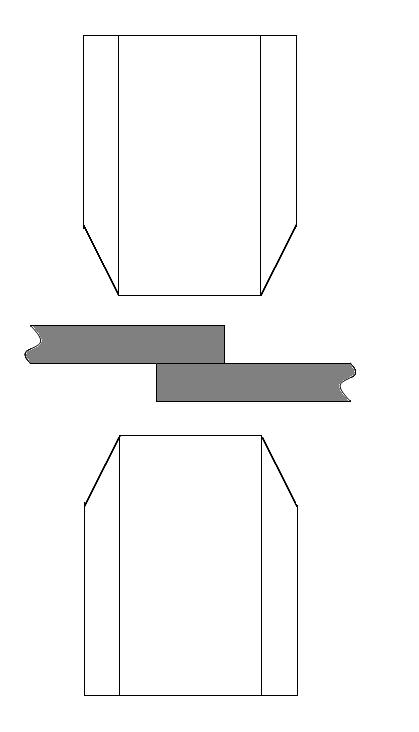
Costura de aplastamiento

Para realizar la soldadura por medio de este proceso se superponen las láminas y se aplastan sus bordes. 
Se trata de un proceso de soldadura de alta velocidad  para soldar latas y tambores, desde los 0'2mm/min en hojalata pudiendo llegar hasta los 100m/min.
Se requiere un alambre consumible de cobre como material de aporte y un disco ancho para realizar este proceso.

### Soldadura de costura de lámina a tope

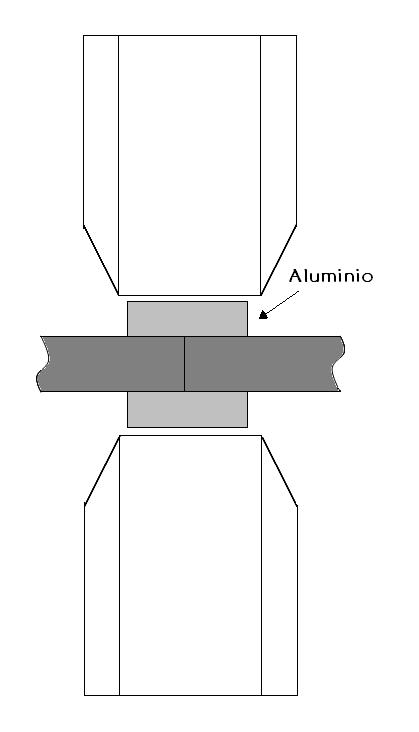
Costura de lámina a tope

En este proceso de soldadura por roldanas se coloca aluminio a cada lado de los bordes para la soldadura a tope de las chapas que se quieren unir.
Normalmente se utilizan 4 mm de aluminio para conservar la resistencia a la corrosión en el acero revestido.
Es un proceso en el que prácticamente no se producen grietas y con él se producen soldadura de láminas de gran anchura.

## Ventajas del proceso
- Permite trabajar a altas velocidades comparada con otros tipos de soldadura.
- Es un proceso fácilmente automatizable.
- No son necesarios materiales de relleno.
- Es un proceso económico y emplea energía eficientemente y con poca contaminación.
- Son soldables por este método materiales conductores eléctricamente.
- Se pueden realizar soldaduras herméticas.
- Es uno de los pocos procesos que permiten trabajar con aleaciones de aluminio.
- Produce poca cantidad de vapores.

## Desventajas del proceso
- Es un proceso de soldadura limitada debido a la forma del componente a soldar y al acceso de la rueda a esta superficie.
- Elevados gastos iniciales en la compra de los equipos.
- El grosor de las láminas soldadas es limitado, sobre los 6 mm.

## Riesgos del proceso
Hay algunas limitaciones en este proceso de soldadura por roldanas. Estos riesgos no son debidos a la capacidad del material para ser soldado, sino a la correcta posición de las roldanas y al buen control del proceso para evitar problemas.
Los principales riesgos son la posibilidad de aplastamiento de manos o dedos y el daño por quemaduras que se puede producir en los ojos o cualquier parte del cuerpo debido a las salpicaduras del metal calentado. En este proceso no se suelen producir demasiados humos pero en los casos de los aceros recubiertos hay que tener cuidado con ellos por los aceites o materiales orgánicos presentes.

## Aplicaciones del proceso
Los metales más utilizados en este tipo de soldadura son los aceros de bajo contenido en carbono aunque también se utilizan las aleaciones de aluminio. Los aceros de medio y alto contenido en carbono y las aleaciones también se pueden soldar en este proceso, pero se obtiene un tipo de soldadura frágil.
El proceso de soldadura por roldanas o costura se utiliza para la fabricación de soldaduras de reborde, uniones herméticas, uniones de juntas de chapas para aumentar su amplitud y longitud, y creación de cilindros, conos o cajas abiertas como recipientes. Los espesores de estos suelen ser de 0'05 a 3 mm.
Los principales productos soldados son contenedores, recipientes a presión, radidadores e intercambiadores de calor, componentes nucleares, tanques de cerveza y recubrimientos de motores.

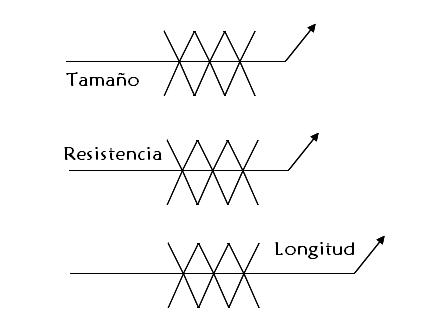
Simbología proceso

## Simbología del proceso de soldadura por roldanas
El símbolo de soldadura debe centrarse en la línea de referencia del dibujo. El tamaño o anchura de la soldadura se indicará a la izquierda del símbolo junto a la resistencia que se tiene que aplicar. A la derecha se indicará la longitud del tramo soldado.